# Reálná projektivní rovina

Reálná projektivní rovina vznikne se čtverce, v kterém protilehlé strany slepíme ve směru šipek (t.j. protilehlé strany "opačně").

Reálná projektivní rovina je topologický prostor, který je modelem pro nejjednodušší typ projektivní roviny. Skládá se ze všech přímek procházejících počátkem v třírozměrném Euklidově prostoru {\displaystyle \mathbb {R} ^{3}}.
Jako topologický prostor se dá popsat také několika způsoby:
- Kruh, v kterém se ztotožní body na hraniční kružnici, které leží proti sobě.
- Dvourozměrná sféra, v které se ztotožní dvojice bodů které leží naproti sobě ({\displaystyle x\simeq -x})
- Prostor všech jednorozměrných podprostorů reálného vektorového prostoru {\displaystyle \mathbb {R} ^{3}} s přirozenou topologií.

Reálný projektivní prostor se značí symbolem {\displaystyle \mathbb {RP} ^{2}}.

## Vlastnosti
Reálný projektivní prostor je hladká kompaktní varieta dimenze 2. Její fundamentální grupa je izomorfní {\displaystyle \mathbb {Z} _{2}}.